# Malla Montgomery-Silfverstolpe

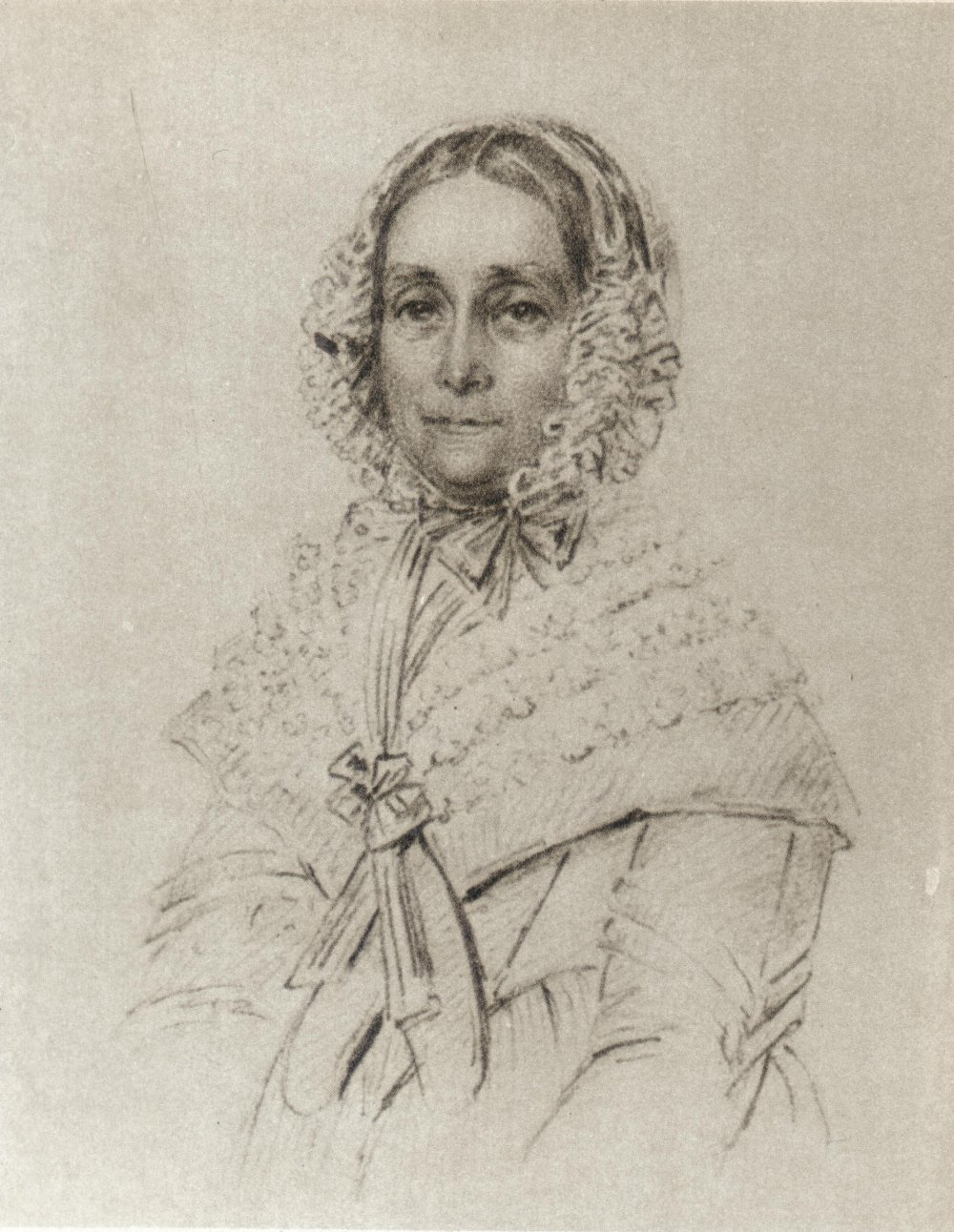
Malla Montgomery-Silfverstolpe, Zeichnung von Maria Röhl, 1843

Malla Montgomery-Silfverstolpe (Taufname Magdalena Sophia Montgomery; * 8. Februar 1782 in der Region Nyland, heute in Finnland; † 17. Januar 1861 in Uppsala) war eine schwedische Schriftstellerin und bekannte Persönlichkeit der literarischen Welt in der ersten Hälfte des 19. Jahrhunderts.

## Leben und Wirken
Malla Montgomery-Silfverstolpe war die Tochter des Oberst Robert Montgomery und der Charlotta Rudbeck. Ihre Mutter verstarb, als sie erst zwei Monate alt war, sie wuchs bei ihrer Großmutter Magdalena Rudbeck in Schloss Edsberg auf. Am 11. Januar 1807 (lt. SBL; in anderen Quellen 1804) heiratete sie in Sollentuna Rittmeister David Gudmund Silfverstolpe (27.9.1769–3.6.1819); das Paar lebte ab 1812 in Uppsala.
Fast eineinhalb Jahre nach dem Tod ihres Mannes gründete sie am 10. November 1820 dort den berühmtesten Literatursalon Schwedens. Ihr Haus war Treffpunkt für Schriftsteller, Komponisten und Intellektuelle. Ihr bekanntestes Werk sind ihre postum veröffentlichten Memoiren.Darin berichtete sie auch über ihren Aufenthalt in Berlin von September 1825 bis Juni 1826, bei dem sie v. a. im Salon von Amalie von Helvig verkehrte.

## Deutschsprachige Werkausgaben
- Das romantische Deutschland. Reisejournal einer Schwedin (1825–1826) mit einer Einleitung von Ellen Key. Übersetzerin: Marie Franzos. Leipzig 1912, online